# Sonate K. 76
Pour les articles homonymes, voir K76.
La sonate K. 76 (F.36/L.185) en sol mineur est une œuvre pour clavier du compositeur italien Domenico Scarlatti.

## Présentation
La sonate K. 76, en sol mineur, est notée Presto. À la fin de chaque section, Scarlatti sort de la polyphonie et donne un trait de gammes rapides qui parcourt près de quatre octaves — qu'on retrouve également en conclusion de section, uniquement dans la K. 62. Le style est proche du langage de Haendel.

## Manuscrits
Le manuscrit principal est le numéro 40 du volume XIV (Ms. 9770) de Venise (1742), copié pour Maria Barbara. Une copie est conservée à Turin (I-Tn), fonds Foà-Giordano, ms. 394 (no 12), où la sonate porte le titre de Capriccio, dans une suite de quatre sonates (K. 71, 63, un Minuet en sol majeur et une variante de la K. 9). Ce manuscrit précise qu'elle a été composée en Italie au plus tard en 1725 (c'est-à-dire la mort d'Alessandro).

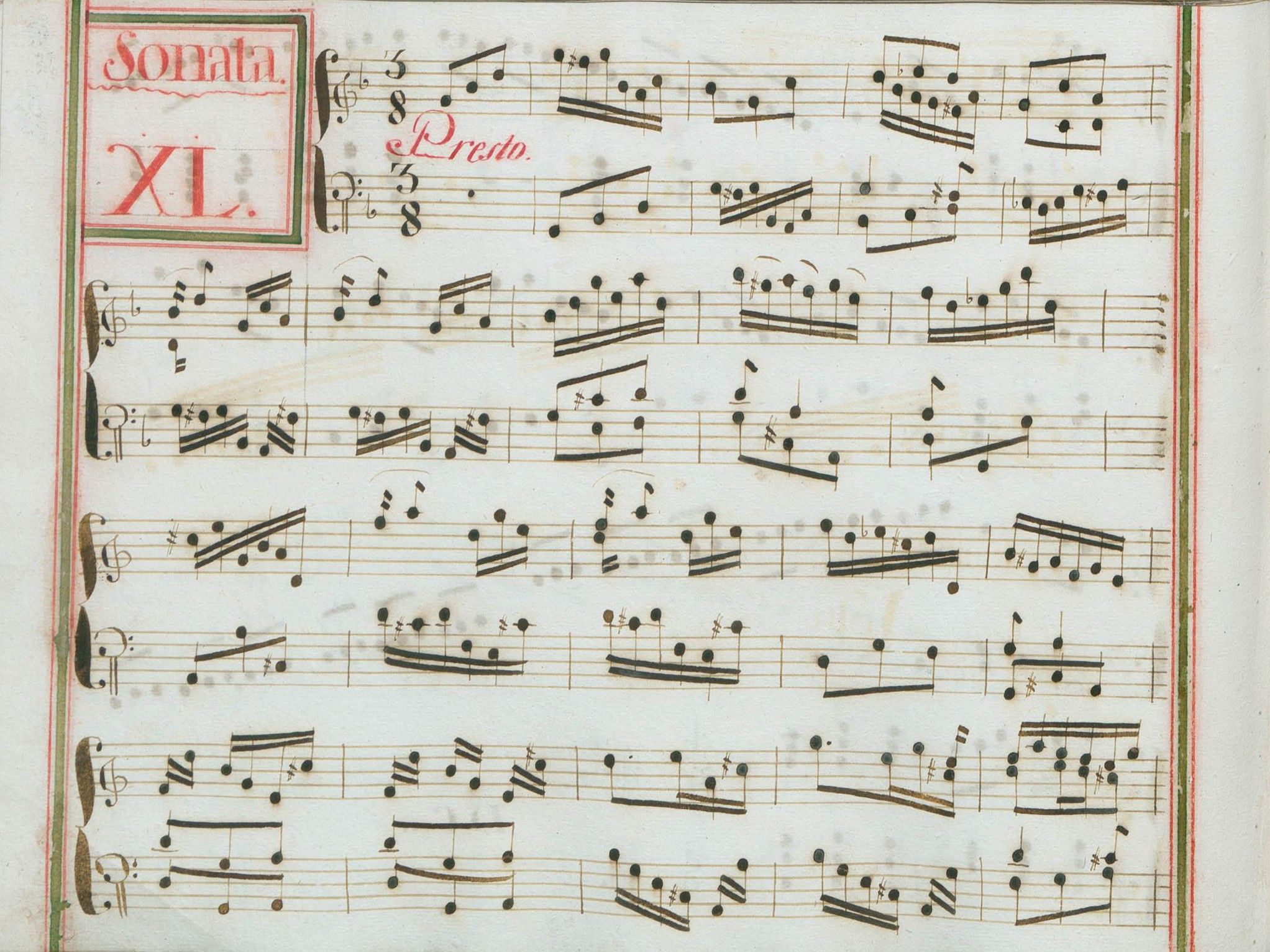
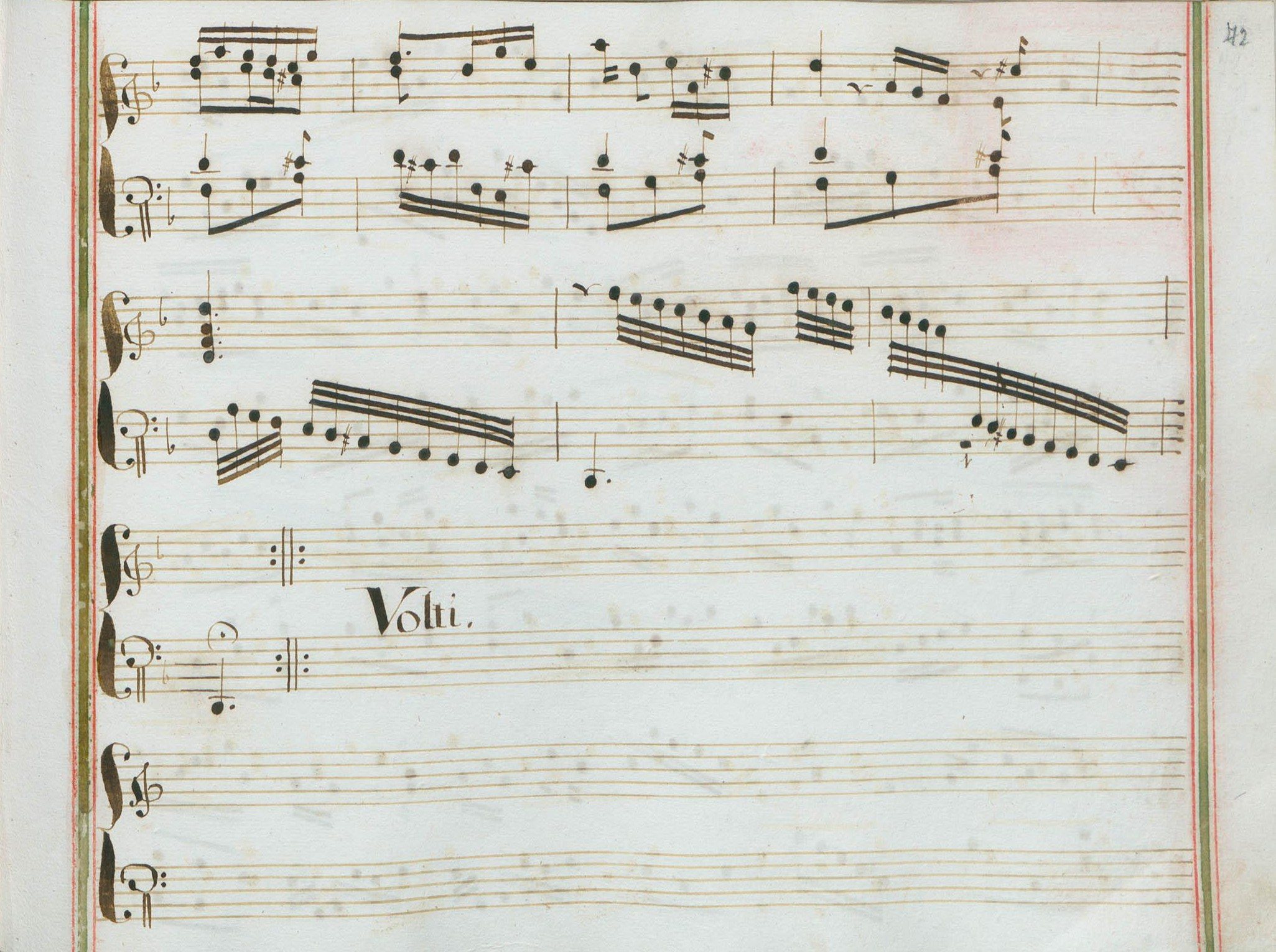
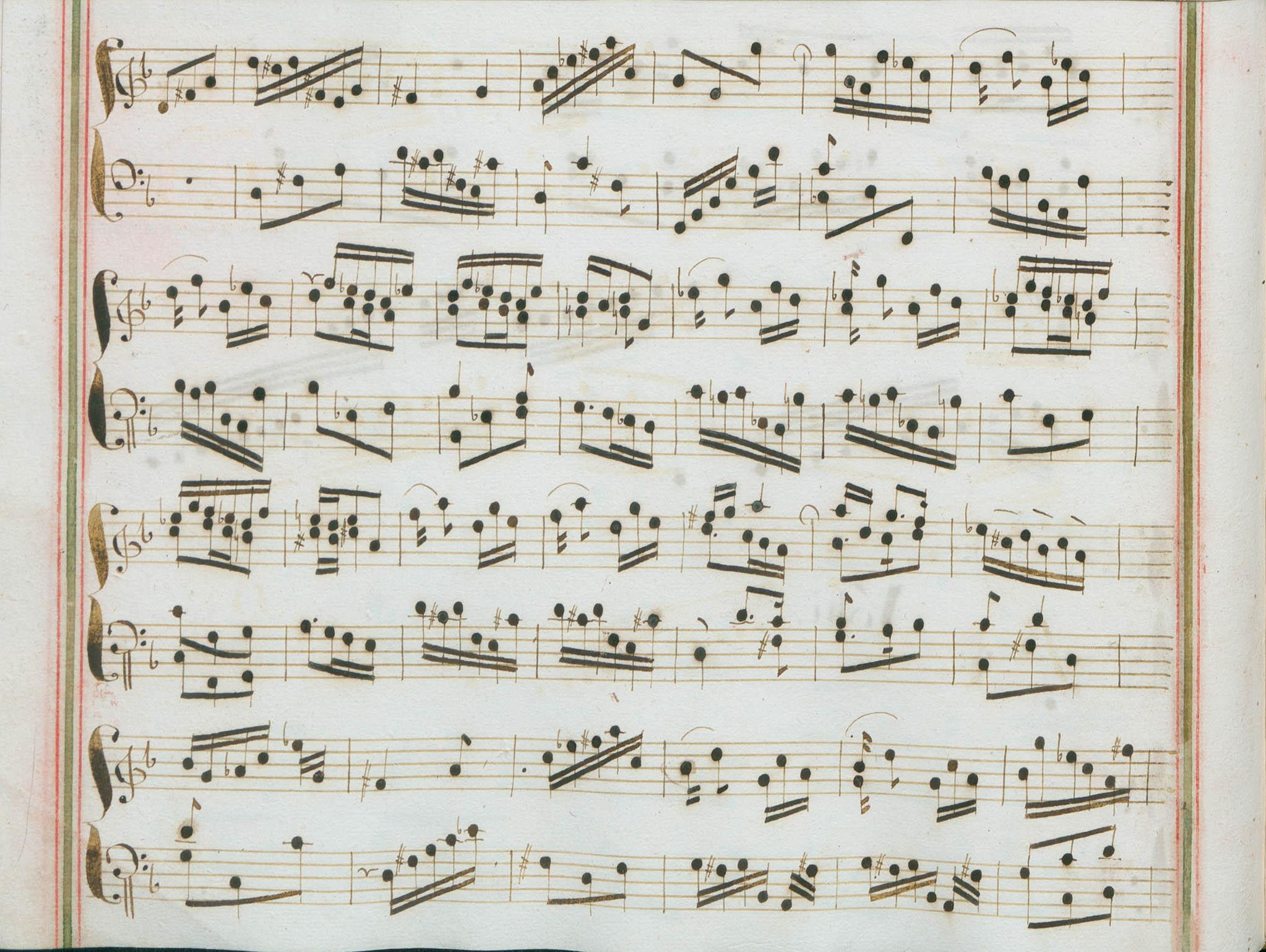
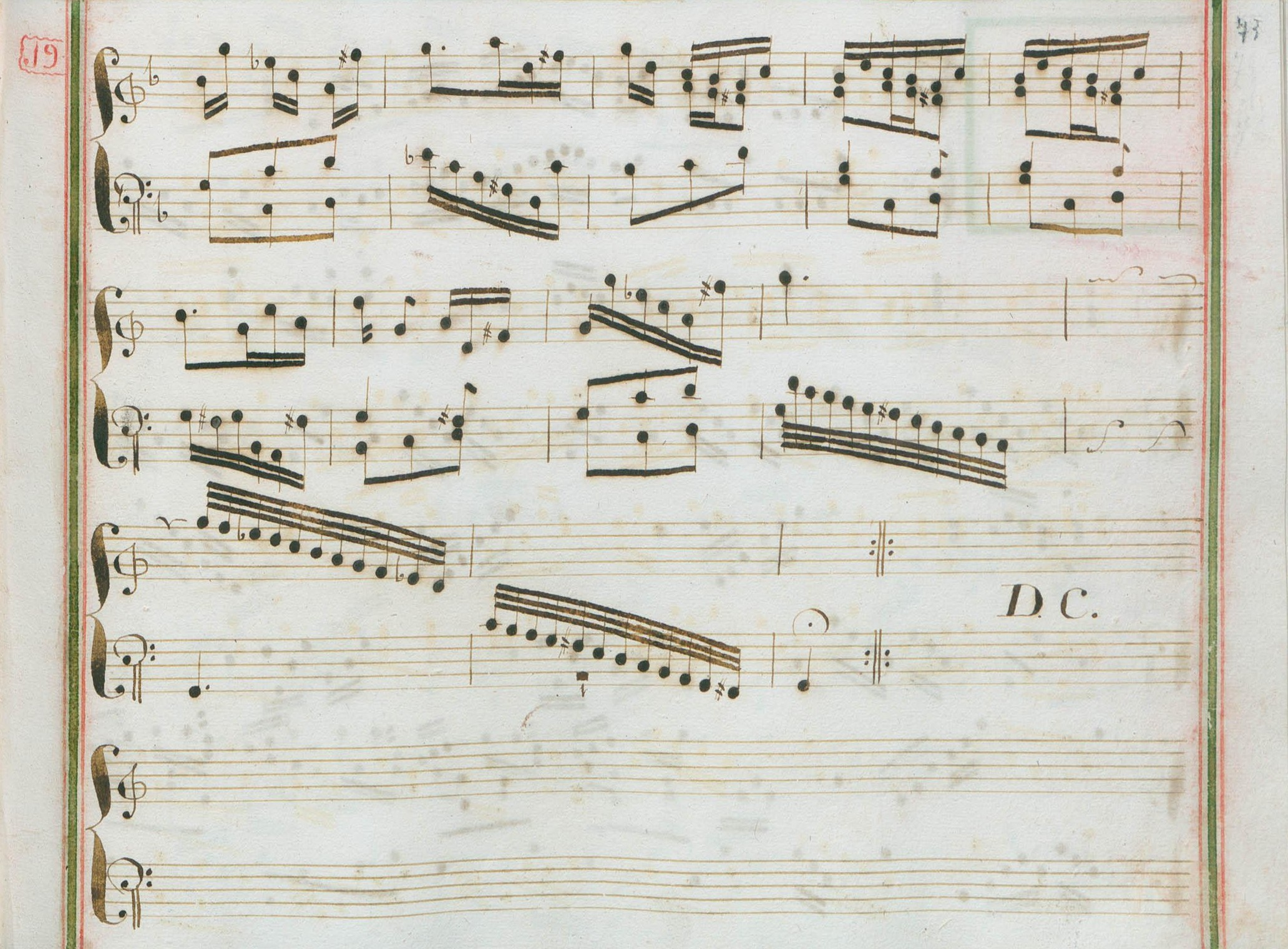

## Interprètes
La sonate K. 76 est défendue au piano, notamment par Carlo Grante (2012, Music & Arts, vol. 3), Claire Huangci (2015, Berlin Classics) et Sergio Gallo (fi) (2022, Naxos vol. 27) ; au clavecin elle est jouée par Scott Ross (1985, Erato), Pieter-Jan Belder (2001, Brilliant Classics, vol. 2), Francesco Cera (2002, Tactus, vol. 3) et Richard Lester (2005, Nimbus, vol. 6).

## Sources
: document utilisé comme source pour la rédaction de cet article.
- Ralph Kirkpatrick (trad. de l'anglais par Dennis Collins), Domenico Scarlatti, Paris, Lattès, coll. « Musique et Musiciens », 1982 (1re éd. 1953 (en)), 493 p. (ISBN 978-2-7096-0118-4, OCLC 954954205, BNF 34689181).
- (it) Giorgio Pestelli, Le sonate di Domenico Scarlatti : proposta di un ordinamento chronologica, Turin, Giappichelli, coll. « Archeologia e storia dell'arte » (no 2), 1967, iv-294 (OCLC 313316263, BNF 43197837)
- Alain de Chambure, « Domenico Scarlatti, Intégrale des sonates — Scott Ross », Erato/Éditions Costallat (2564-62092-2 (livret : 2292-45309-2)), 1985 (OCLC 891183737) .
- (es) Celestino Yáñez Navarro (thèse), Nuevas aportaciones para el estudio de las sonatas de Domenico Scarlatti. Los manuscritos del Archivo de Música de las Catedrales de Zaragoza, Université autonome de Barcelone, 2016 (lire en ligne)